# Uwe Billerbeck
Uwe Billerbeck (* 28. Mai 1970 in Esslingen am Neckar) ist ein deutscher Turner; er nahm 1996 an den Olympischen Spielen in Atlanta teil.

## Leben
Nach seinem Fachabitur absolvierte Billerbeck eine Ausbildung zum technischen Zeichner. 
1990 und 1994 war er Deutscher Meister im Barrenturnen. Bei den Deutschen Seniorenmeisterschaften im Geräteturnen, die im Jahr 2011 in Troisdorf stattfanden, erturnte sich Uwe Billerbeck in der AK 40–44 die Bronzemedaille. Er war  von 1988 bis 2016 Trainer beim MTV Stuttgart.